# 罗学瓒
罗学瓒（1893年1月31日—1930年8月27日），号荣熙、云熙，湖南湘潭马家河南岸（今株洲市天元区）人，早期中国共产党党员和领导人之一。

## 生平
1894年1月31日，罗学瓒出生在湖南省长沙府湘潭县马家河一个农民家庭。
1906年，罗学瓒在本地青龙桥罗氏明德小学读书。
1912年，罗学瓒考入湖南省立第四师范学校，后来此校并入湖南省立第一师范学校，与毛泽东、蔡和森等为同班同学。
1918年4月，罗学瓒成为毛泽东、蔡和森组织新民学会成立后的第一批会员，并成为骨干。同年8月，入北京大学预备班学习法文。
1919年，罗学瓒赴法国勤工俭学，罗学瓒曾先后在蒙达尼公学学习和在施乃德钢铁厂做工。和李维汉等组织了“工学励进会”，学习马克思主义，坚定了走俄国十月革命的道路。在法国期间，罗学瓒因为参加革命活动，1921年10月，他被法国政府强行遣送回国，同年底回到上海后，即加入中国共产党。
1922年秋，罗学瓒回到长沙，先后在人力车夫工会、湖南省工团联合会从事工人运动。并胜利领导了人力车工人罢工斗争。
1923年，罗学瓒任湖南外交后援会文书主任、青年救国团主席，积极参加了反帝爱国运动。在此期间，还在毛泽东创办的自修大学附设的补习学校以及湘江中学任教。中共湘区委员会改为湖南区委后任区委宣传部长，并以省特派员的身份视察农民运动。
1925年，罗学瓒任中国共产党醴陵县委员会书记。他发展党团员，在各区建立党支部，开展同国民党左派的统一战线工作。领导醴陵农民运动，并组织了平民救国团。
1927年春，毛泽东到醴陵考察农民运动，罗学瓒陪同毛泽东对全县各地农民运动进行了实地考察。中国国民党清党后坚持斗争，罗学瓒受中央委派，与夏明翰共同负责湖南省委组织部的工作。9月，罗学瓒任中共湖南省委委员兼湘潭工委书记。
1928年5月，罗学瓒被调到上海工作，后被派往山东省做党的工作并在齐鲁大学任教。
1929年，罗学瓒被派往杭州，参加中共浙江省委的领导工作，先任省委宣传部部长，随后任省委书记。不久遭人举报而被逮捕。
1930年8月27日，罗学瓒在杭州被秘密处决，年仅36岁。在刑场说：“死有什么可怕！革命者，只要死得其所。大家不要为我难过，希望继续努力为共产主义奋斗到底！”

## 著作
- 《帝国主义者加紧为中国制造内乱》
- 《不平等条约的概述》

## 评价
1961年，谢觉哉作诗称赞他和陈佑魁：“浑身是劲陈佑魁，鞭辟入里罗学瓒。远瞩高瞻天下小，出生入死一边站。忠义之血不白流，阶级之仇彻底算。三十年前恶战场，巍然两个英雄汉。”